# Carlota de Xipre
Carlota de Lusignan, nascuda el 28 de juny del 1444 a Nicòsia, morta el 16 de juliol del 1487 a Roma, reina de Xipre (1458-1460), fou la filla de Joan II de Xipre i d'Helena Peleòloga. Va ser deposada pel seu germanastre, Jaume, que va obtenir el suport egipci. No va tenir fills que la sobrevisquessin i la successió va passar al Savoia.

## Biografia
Es va casar en primeres noces el 21 de desembre del 1456 amb Joan de Portugal, duc de Coïmbra, nebot del rei de Portugal, fill de Pere de Portugal i d'Isabel d'Urgell, però aquest fou enverinat i va morir el 21 de juny del 1457 a Nicòsia.
Va esdevenir a continuació reina de Xipre a la mort del seu pare (jurada a Nicòsia), però el seu germanastre bastard Jaume l'arquebisbe, que era eclesiàstic, tenia igualment pretensions al tron i va acudir al soldà d'Egipte per unir interessos. Aquest germà va fugir l'any 1459 i es va refugiar a la cort d'Al-Aixraf Sayf ad-Dîn Inal al-Ala’i, soldà mameluc d'Egipte.
Es va casar en segones noces l'any 1459 amb el seu cosí germà Lluís de Savoia (1436-1482), comte de Ginebra, fill d'Anna de Lusignan, descendent del rei Jaume I de Xipre.
Durant aquest temps, Jaume l'arquebisbe, que intrigava a la cort del sultà, va desembarcar el setembre del 1460 al front d'un destacament mameluc i va prendre ràpidament el control de l'illa. La reina i els barons lleials es van retirar a la fortalesa de Cerines (Kyrenia), que no va ser presa fins al setembre del 1463. Carlota va marxar llavors a Roma. El seu marit, amb el seu germà Amadeu IX de Savoia, va intentar recuperar l'illa però no ho va aconseguir. Va anar després a demanar suport al rei de França, cosa que no va obtenir, i va decidir passar els darrers anys de la seva vida retirat al monestir de Ripaille (França), on va morir el 1482.
Carlota només havia tingut un fill del segon matrimoni que va morir poc després del part i, el 1485, va cedir tots els seus drets al seu nebot Carles I de Savoia. Va morir a Roma el 16 de juliol del 1487. Fou enterrada al Vaticà, per voluntat del papa Innocenci VIII, en la cripta de la basílica de Sant Pere.

## Govern
El seu govern es va caracteritzar per saber mantenir un clima de diàleg i estabilitat.
Va deixar el regne en condicions de prosperitat i va implementar una reforma tributària que va ser capaç d'identificar, per a cada zona de l'illa, els índexs de riquesa sobre els quals calia calcular cada impost gravable. Aquest sistema, innovador en el seu moment, va ser perfeccionat gradualment al llarg dels segles i encara està en ús, cosa que permet a la comunitat local un ingrés d'impostos estable per a les necessitats de l'estat xipriota.
Els seus assagistes i poetes van escriure línies d'elogi pel seu bon criteri en l'àmbit de la justícia, ja que va impulsar la creació d'un codi penal que garantís una pena per cada delicte, però dins d'un punt de vista humanitari, dirigit a la reinserció de la persona i la pena de mort es va considerar aplicable només als traïdors de l'estat.